# Perrunichthys perruno
Perrunichthys perruno és una espècie de peix de la família dels pimelòdids i de l'ordre dels siluriformes que es troba a la conca del llac Maracaibo (Sud-amèrica).
És un peix d'aigua dolça i de clima tropical. Menja peixos. Els mascles poden assolir 60 cm de longitud total.